# NGC 7818
NGC 7818 je spirální galaxie v souhvězdí Ryb. Její zdánlivá jasnost je 14,1m a úhlová velikost 1,0′ × 1,0′. Je vzdálená 283 milionů světelných let, průměr má 85 000 světelných let. Galaxii objevil 23. října 1886 Lewis A. Swift. Je uváděna jako součást páru s galaxií NGC 7816, avšak pro velký rozdíl v jejich rychlostech pravděpodobně netvoří gravitačně vázaný pár. 